# Blohm & Voss BV 155
Die Blohm & Voss BV 155 von Blohm & Voss war ein Jagdflugzeug des Zweiten Weltkriegs, das jedoch nicht über das Prototypenstadium hinauskam.

## Entwicklung
Im Jahre 1941 benötigte die deutsche Luftwaffe ein neues Jagdflugzeug, das in großen Höhen operieren können sollte, um die hochfliegenden Mosquito-Aufklärer und später die US-amerikanischen Bomberverbände zu bekämpfen. Im gleichen Jahr erhielt Messerschmitt den Auftrag, aus der Bf 109 einen Höhenjäger abzuleiten.
Es entstand unter der RLM-Nummer 8-155 eine abgewandelte Bf 109 mit vergrößerter Tragfläche und durch die Verwendung eines Hirth-Turboladers gesteigerter Motorleistung. Durch ein breitbeiniges Fahrwerk sollte sie auch für den geplanten Flugzeugträger Graf Zeppelin nutzbar sein. Obwohl das Reichsluftfahrtministerium (RLM) dem Entwurf zustimmte, blieb dieser aufgrund der Arbeit an der Me 209 liegen. Da die weitere Umsetzung bei der Pariser SNCAN sehr langsam verlief, wurde das Projekt zum Januar 1943 vorerst eingestellt.
Inzwischen waren jedoch Konstruktionsbüro und Entwicklungsabteilung der Messerschmitt-Werke vollkommen ausgelastet, so dass der nunmehr unter der Projektbezeichnung P 1091 bzw. Me 155 B-1 laufende Entwurf an Blohm & Voss weiterging, wo er von Richard Vogt von Grund auf überarbeitet wurde. Ab März 1944 wurde eine Attrappe gebaut, die am 5. Mai 1944 von RLM-Vertretern erstmals besichtigt wurde. Nach einigen Änderungsforderungen und einer abschließenden Begutachtung am 30. Juni des Jahres wurde die Konstruktion angenommen. Gleichzeitig war mit dem Bau eines Prototyps begonnen worden, der nun die Bezeichnung BV 155 B erhielt. Insgesamt waren sieben Versuchsträger (Prototypen) geplant. Der Erstflug fand nicht, wie immer wieder kolportiert, im September 1944 statt. Stattdessen findet sich im Flugbuch des Werkspiloten Röttger Hilleke unter dem Datum 7. Februar 1945 ein Eintrag „1. Flug mit BV 155“. Ob dies der erste Flug des Flugzeugs war oder Hillekes erster Flug mit diesem, war nicht zu klären. Es kann aber auch nicht der Erstflug mit der V2, Werknummer 360 052, gewesen sein, die von den US-Amerikanern in die Vereinigten Staaten mitgenommen wurde, da diese noch Mitte April 1945 als nicht flugklar gemeldet war und vor der Einnahme des Werks durch britische Truppen zu Anfang Mai nicht mehr geflogen sein dürfte. Die Briten übernahmen sie und stellten sie auf der Kriegsbeuteschau in Farnborough aus. Anschließend kam sie mit der Beutenummer FE–505/T2–505 per Schiff in die USA, wo sie im Lager der Smithsonian Institution in Silver Hill/Maryland auf ihre Restaurierung wartet. Nach einer anderen Quelle flog die BV 155 V1 mit der Werknummer 360 051 am 8. Februar 1945 von Finkenwerder aus mit dem Erprobungspiloten von Blohm & Voss, Flugkapitän Helmut Wasa Rodig, erstmals. Nach drei Flügen wurde das Flugzeug von Rodig etwa Mitte April 1945 nach Leck überflogen, um aufgetretene Probleme mit der Kühlung zu beheben. Diese traten jedoch auch beim Rückflug einige Tage später auf und Rodig musste eine Ausweichlandung in Neumünster vornehmen. Nach der Reparatur sollte die V1 am 23. April von Kurt Reuth, ebenfalls Testpilot von B & V, nach Finkenwerder rücküberführt werden, der sie aber wegen wiederum auftretender Funktionsstörungen des Triebwerks kurz nach dem Start bruchlandete. Die noch im Bau befindliche V3, Werknummer 360 053 wurde verschrottet. Insgesamt sind etwa 30 BV 155 in Auftrag gegeben worden.

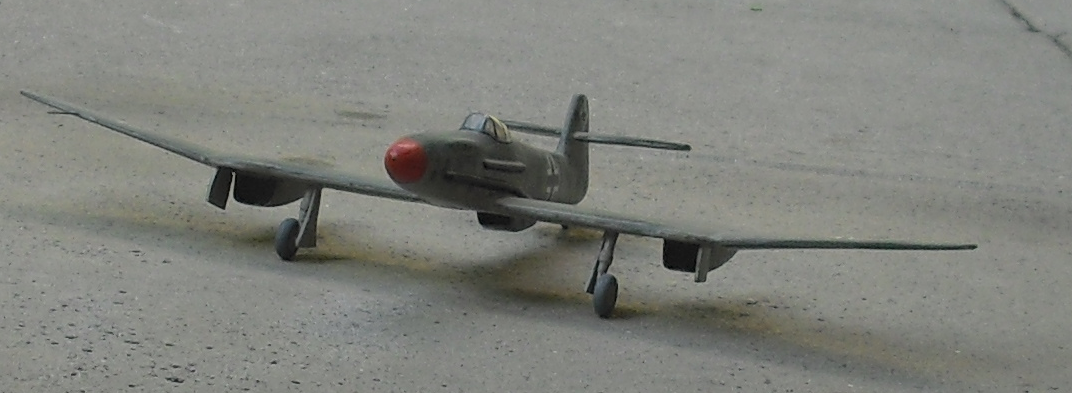
Die Frontansicht zeigt die immense Spannweite und die Kühler unter den Tragflächen

Auf Basis der BV 155B und Erfahrungen mit dem Höhenjägerprojekt Blohm & Voss P 205 entstand die BV 155 C. Bei dieser wurden die Kühler unter dem Motor angebracht und die Tragflächen aerodynamisch sauber gestaltet. Dies ergab ein völlig verändertes Aussehen. Vor Kriegsende gelang nur noch der Bau einer Attrappe.

## Technische Daten
| Kenngröße             | Daten BV 155B-1 (BV 155V1)                                   |
| --------------------- | ------------------------------------------------------------ |
| Besatzung             | 1                                                            |
| Länge                 | 12,10 m                                                      |
| Spannweite            | 20,33 m                                                      |
| Höhe                  | 4,02 m                                                       |
| Flügelfläche          | 38,50 m²                                                     |
| Flügelstreckung       | 10,7                                                         |
| Leermasse             | 5390 kg                                                      |
| Startmasse            | 6037 kg                                                      |
| Antrieb               | 1 × DB 603 U + TKL 15, 1.810 PS (ca. 1.330 kW) Startleistung |
| Höchstgeschwindigkeit | 690 km/h in 16.000 m                                         |
| Dienstgipfelhöhe      | 16.050 m (Steigzeit 29 min)                                  |
| Reichweite            | 1.440 km                                                     |
| Bewaffnung            | 1 × MK 108 und 2 × MG 151/20                                 |